# Lounès
Lounès  è un nome proprio di persona arabo maschile (usato soprattutto in Algeria e adottato anche da non arabofoni).

## Varianti
- Lounis

## Etimologia
Il significato del nome è quello di "compagno di ventura" dalla lingua araba.

## Persone
- Lounès Matoub, cantante, poeta e rivoluzionario algerino
- Lounès Gaouaoui, calciatore algerino

### Variante "Lounis"
- Lounis Ait Menguellet, cantante e poeta algerino